# Lijst van gouverneurs van Manipur
Dit is een lijst van gouverneurs van de Indiase deelstaat Manipur. De gouverneur is hoofd van de deelstaat en wordt voor een termijn van vijf jaar aangewezen door de president. De rol van de gouverneur is hoofdzakelijk ceremonieel en de echte uitvoerende macht ligt bij de ministerraad, met aan het hoofd de chief minister.
| #    | Naam                             | Begin termijn     | Einde termijn     |
| ---- | -------------------------------- | ----------------- | ----------------- |
| 1    | Braj Kumar Nehru                 | 21 januari 1972   | 20 september 1973 |
| 2    | Lallan Prasad Singh              | 21 september 1973 | 11 augustus 1981  |
| 3    | Sayed Muzaffar Hussain Burney    | 12 augustus 1981  | 11 juni 1984      |
| 4    | Kotikalapudi Venkata Krishna Rao | 2 juni 1984       | 7 juli 1989       |
| 5    | Chintamani Panigrahi             | 10 juli 1989      | 19 maart 1993     |
| 6    | K. V. Raghunatha Reddy           | 20 maart 1993     | 30 augustus 1993  |
| 7    | V.K. Nayar                       | 31 augustus 1993  | 22 december 1994  |
| 8    | O. N. Shrivastava                | 23 december 1994  | 11 februari 1999  |
| 9    | Ved Marwah                       | 2 december 1999   | 12 juni 2003      |
| 10   | Arvind Dave                      | 13 juni 2003      | 5 augustus 2004   |
| 11   | Shivinder Singh Sidhu            | 6 augustus 2004   | 22 juli 2008      |
| 12   | Gurbachan Jagat                  | 23 juli 2008      | 22 juli 2013      |
| 13   | Ashwani Kumar                    | 23 juli 2013      | 30 december 2013  |
| 14   | Vinod Duggal                     | 31 december 2013  | 15 september 2014 |
| wnd  | Krishan Kant Paul                | 16 september 2014 | 15 mei 2015       |
| 15   | Syed Ahmed                       | 16 mei 2015       | 27 september 2015 |
| wnd  | V. Shanmuganathan                | 30 september 2015 | 21 augustus 2016  |
| 16   | Najma Heptulla                   | 21 augustus 2016  | 1 mei 2018        |
| wnd  | Jagdish Mukhi                    | 1 mei 2018        | 30 mei 2018       |
| (16) | Najma Heptulla                   | 21 augustus 2016  | 1 mei 2018        |
| wnd  | Padmanabha Acharya               | 27 juni 2019      | 23 juli 2019      |
| (16) | Najma Heptulla                   | 24 juli 2019      | huidig            |